# 石太铁路
石太铁路是中国河北省石家庄市至山西省太原市的一条铁路干线，途经井陉县、阳泉市、寿阳县、榆次县等县市，原称正太线，是山西省的第一条铁路。
石太铁路穿越太行山脉，在石家庄市与京广铁路、石德铁路相连，在太原市与南北同蒲铁路、太焦铁路相接，在阳泉市与阳涉铁路相通，沿线还连接有新井支线、凤山支线和白荫支线等支线，是山西省通往京、津、沪和江南各地的主要通道。

## 历史
甲午战败后，清政府大力推行洋务新政。光绪二十二年（1896年）清政府决定修建芦汉铁路，并且以该路为干线，邻省可修建支线与之衔接。山西巡抚胡聘之推崇张之洞“利用晋铁”的主张，于1896年6月上疏请修建太原府至正定府的铁路支路，由山西商务局借外债兴造。1896年7月8日，光绪帝批准。山西巡抚于1897年5月提出向华俄道胜银行（由法国金融资本实际控制）借款的请求，朝廷下旨照准。1898年5月21日，山西商务局的曹中裕与华俄道胜银行代理人璞科第在北京签订 《柳太铁路合同》，约定：为了避免建设滹沱河大桥的成本，正太铁路东端起点，从正定城南移到柳林堡（今石家庄市长安区胜利北街道柳林铺村），所以历史上，又称为太柳铁路。全长约500华里，工期三年，借款2500万法郎，年息六厘，25年本利还清。   
1902年9月7日，清政府决定正太铁路由原来的商借商款改为官借商款。1902年10月15日，由督办铁路总公司大臣盛宣怀同华俄道胜银行驻中国总办佛威郎（C.R.Wehrung）于上海签署《正太铁路借款合同》（即《1902年中国国家铁路五厘借款》）和 《正太铁路行车合同》十款。借款总数4000万法郎，合银1300万两，年利五厘，折扣九折，借款年限三十年。 
正太铁路勘测始于1903年秋毕于1905年底。采取1米窄轨，为山西窄轨铁路之滥觞。为进一步减少费用，要求铁路进入平原之后，线路取直，将东端起点从柳林堡进一步南移到枕头镇（今振头街道）附近的石家庄村。工程分为六段，除石家庄至乏驴岭、乏驴岭至下盘石头两段由外国人承包外，其余绝大多数工程均由中国包商承建。自1904年4月开筑，1907年10月全线竣工，11月通车。东起正定府，西到太原府，全长242.95公里。隧道23座，大小桥梁1200多处，最长的隧道640米。由石家庄站起西行经大郭村、获鹿县、头泉、白王庄、五里铺、微水、南河头、南横口、南张村、井陉、北峪、南峪、娘子关、程家垄底、下盘石、岩会、乱柳、白羊墅、阳泉、赛鱼、坡头、测石驿、芹泉、寿阳、郭村、上湖、芦家庄、段廷、东赵村、北合流、榆次、鸣李、北营共33车站，最后进入太原站。为单线米轨。组织机构分为两个系统：一是正太铁路监督局，中国方面委派局长主持，掌“监督”之权。二是总管理处，由法国的总工程师主持，掌握运营全权，路局设在石家庄。
由于铁路交通汇聚导致的工商业发展，民国14年（1925年），石家庄村街区面积已经达到1.8平方公里，经当时北洋政府批准，和铁路以东的休门村合并，成立石门市（即石家庄与休门等村合并，取石家庄和休门首尾各一字）。1928年，南京国民政府颁布《普通市组织大纲》，规定了设立普通市的条件，石门市因不符合建市要求被取消。但是石门市的城市化进程没有因此受到阻碍，到20世纪30年代初，人口增加到6.3万，产业工人总数已达1.6万，面积扩大到18平方公里，逐渐取代正定成为这一地区经济、交通的中心。
铁路自1912年3月1日起还本，1932年3月还清借款本息。经时任正太铁路局正、副局长的王懋功和朱华、铁道部正太铁路接收委员会的談判，法方于1933年交还路权。10月25日上午9时举行了接收典礼。此后，中方开始点收，点收完毕即由中方全权负责。以1933年2月1日为标志，接收手续全部完成。
1938年11月至1939年10月，日本占领军当局对该铁路进行了技术改造，将正太铁路使用的窄道改为准轨，并改名为石太铁路沿用至今。改造后，石太铁路接入平汉线石家庄站，原正太线石家庄站撤销；在太原站连接了南北同蒲线。
一百多年来，石太铁路经历了从窄轨到标准轨，从单线到复线，主力牵引动力从蒸汽到电力的不断发展。从1951年9月开始，石太铁路先后5次进行技术改造，1981年12月18日双线全线贯通。1974年4月，国家批准对石太线进行电气化改造，石阳段于1975年5月开始施工，1980年9月9日开通试运，1980年12月交付运营；阳太段于1978年5月开始施工，1982年9月28日送电投产，9月29日举行通车典礼，10月1日交付运营，石太铁路全线完成电气化改造，成为中华人民共和国第一条双线电气化铁路，提高晋煤外运量近2倍，上行牵引数由原来的2400吨提高到3300吨，年输送能力由2000多万吨提高到4000多万吨。2005年新的太原铁路局成立，对石太铁路进行了安全标准线建设。
2020年12月，既有石太线鸣李至长风街线路所段在客运运价里程表中被并入郑太客专。

## 正太鐵路

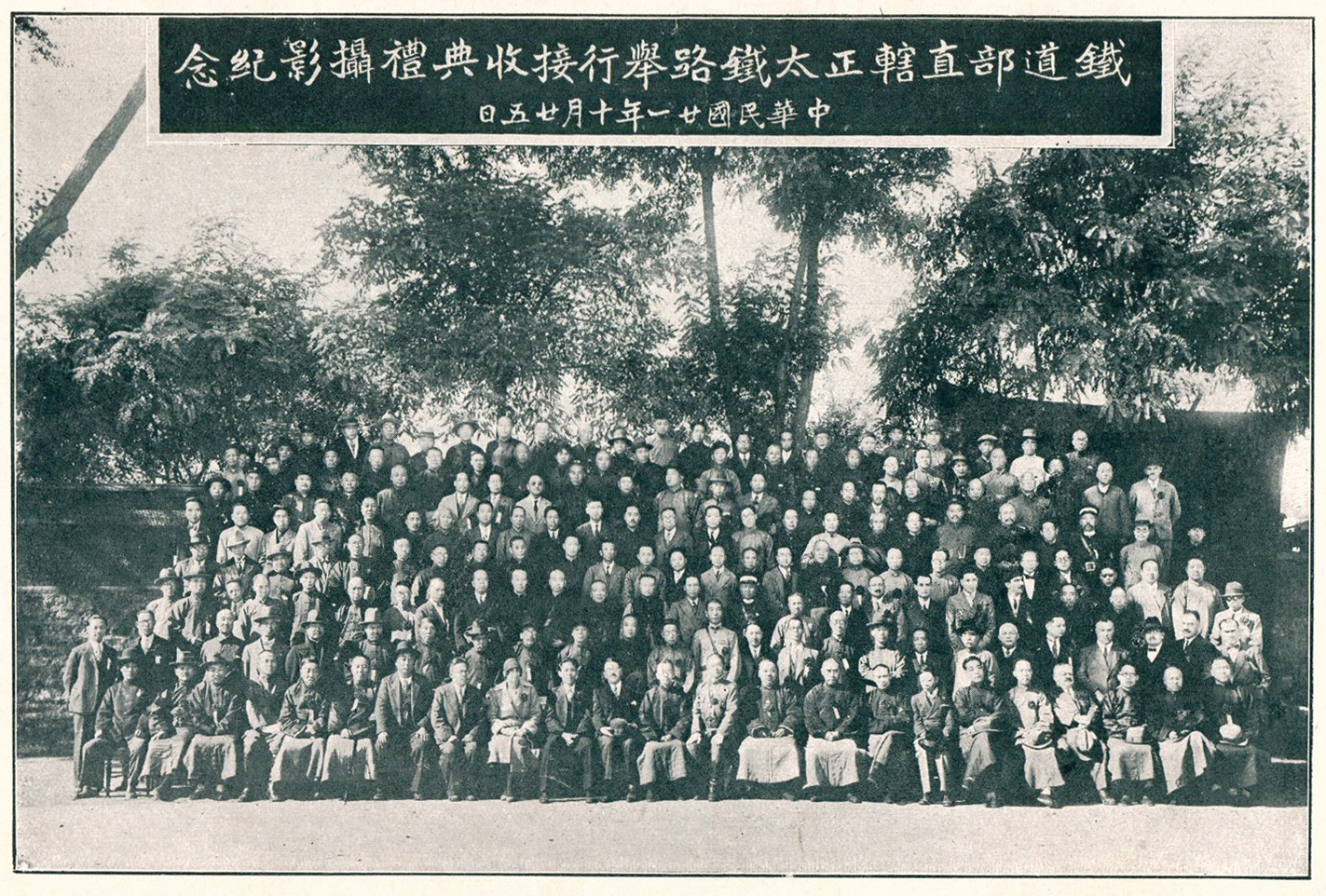
鐵道部直轄正太鐵路舉行接收典禮攝影紀念民國二十一年十月二十五日
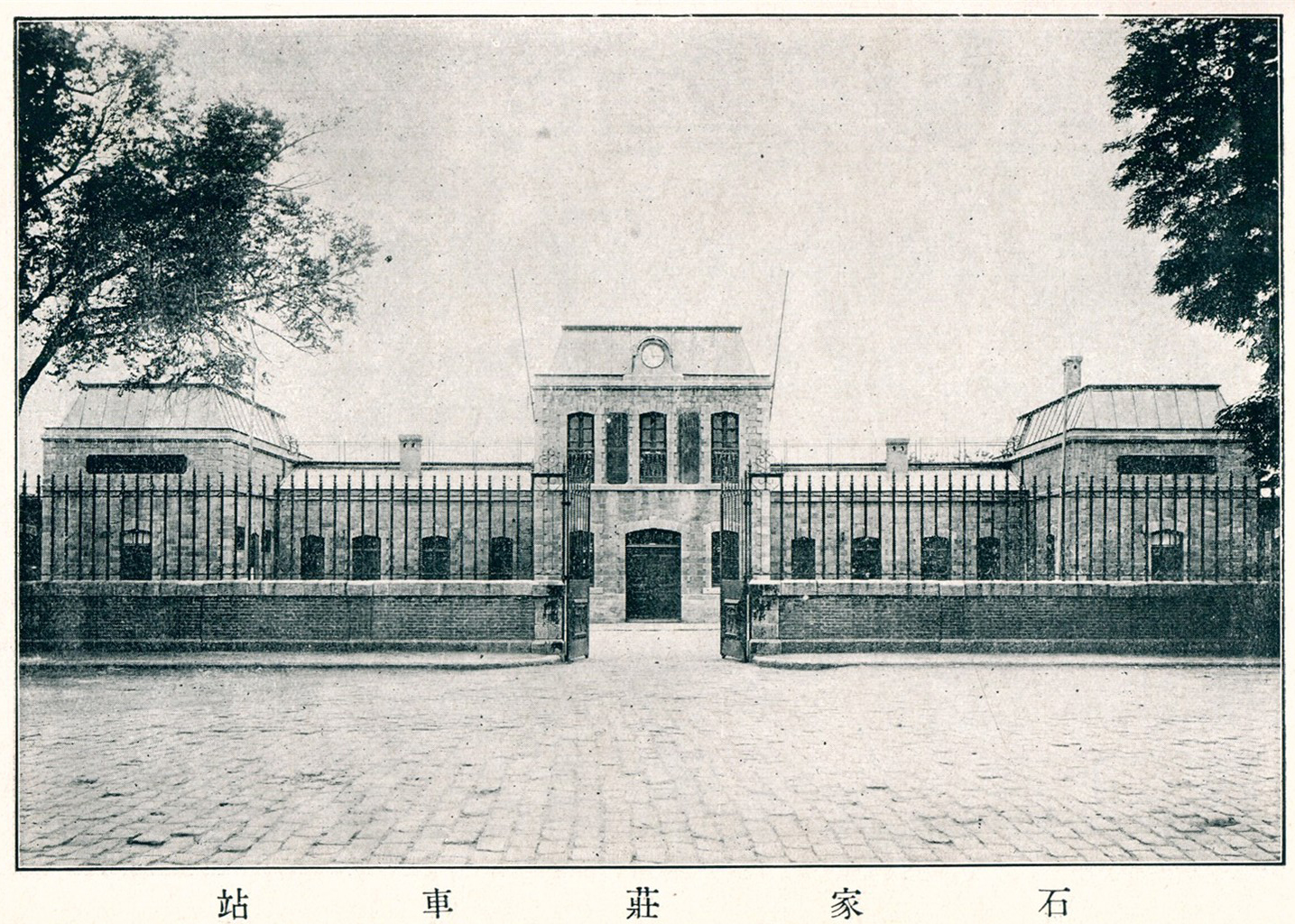
石家莊車站
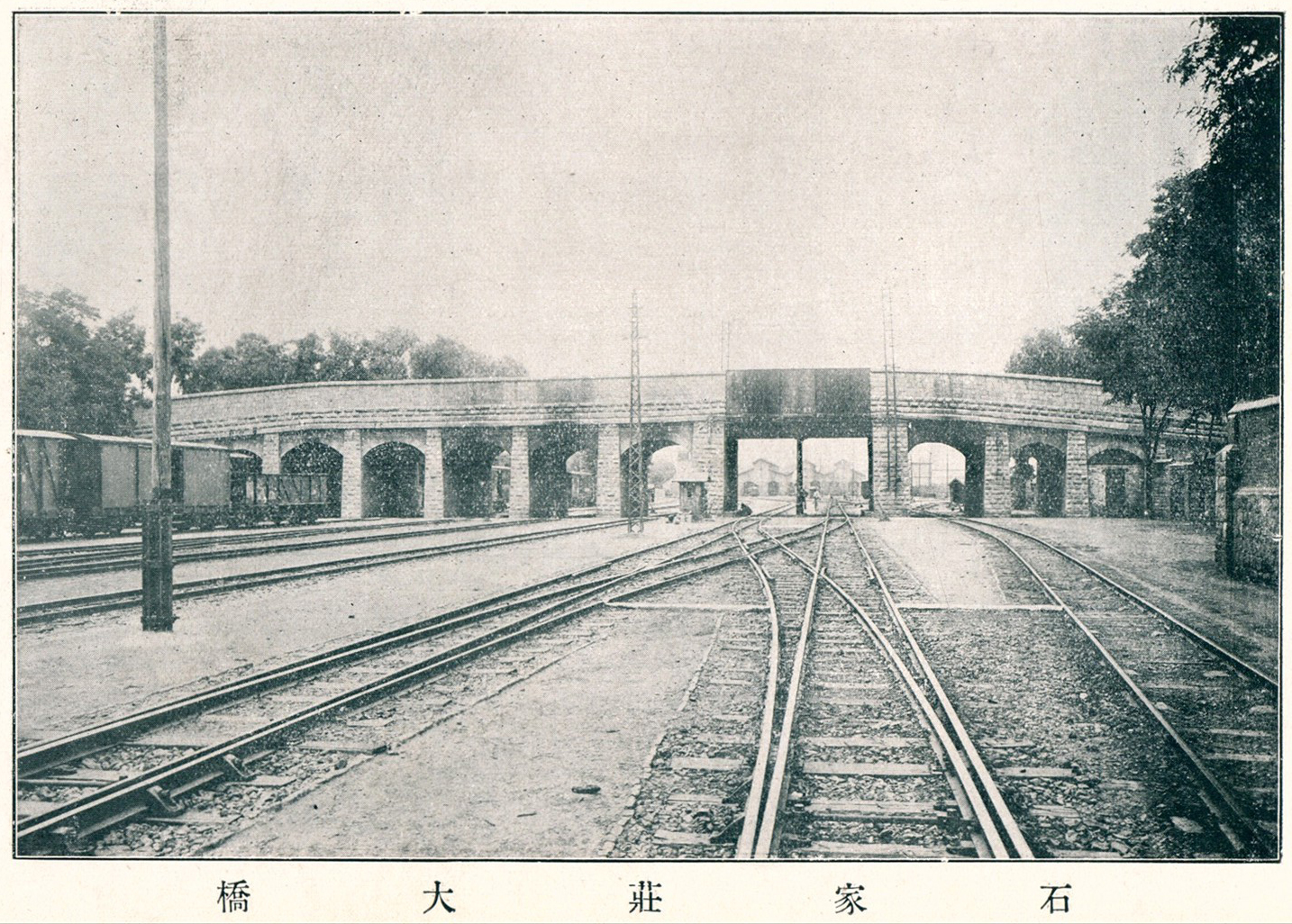
石家莊大橋（大石桥）
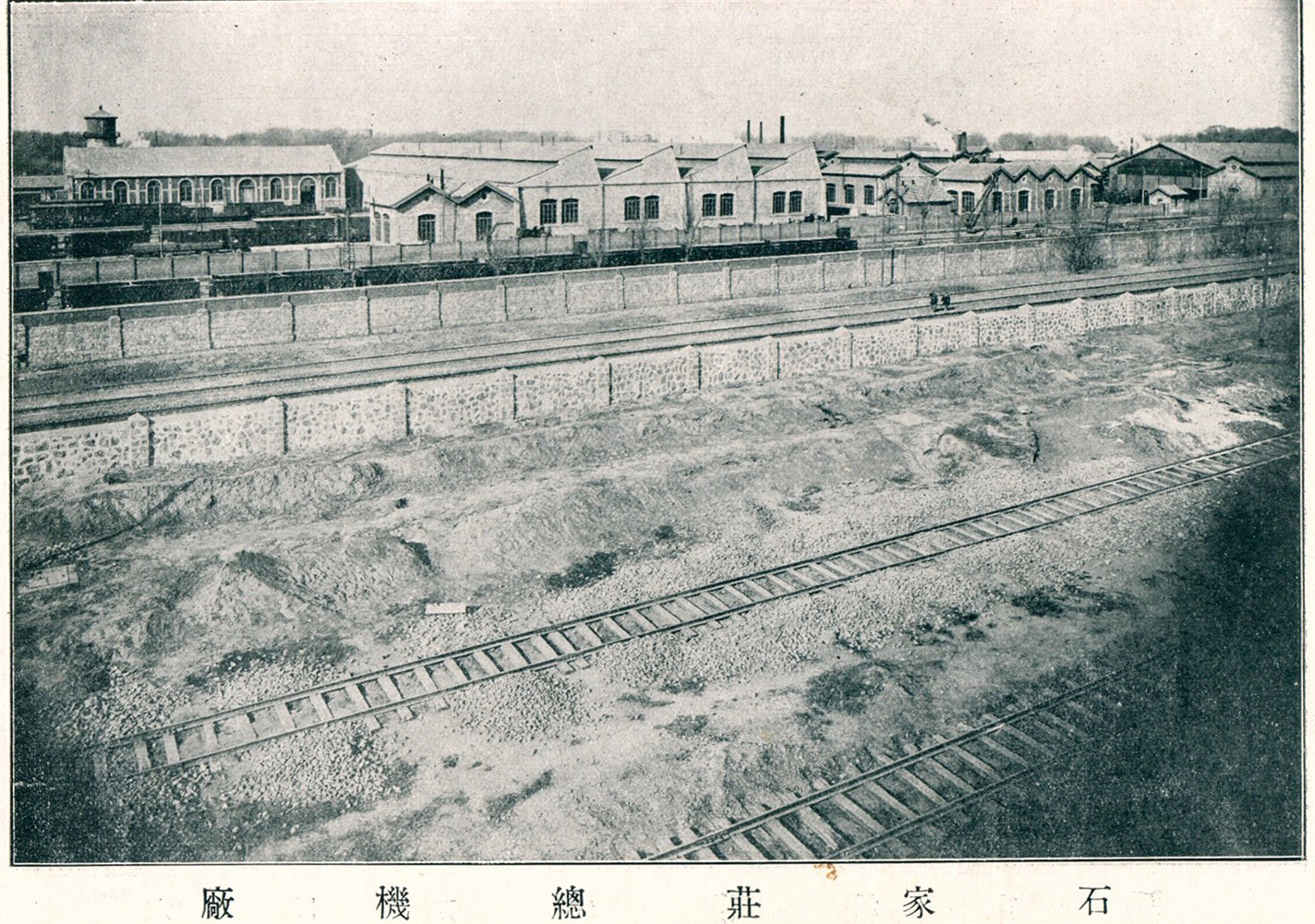
石家莊總機廠
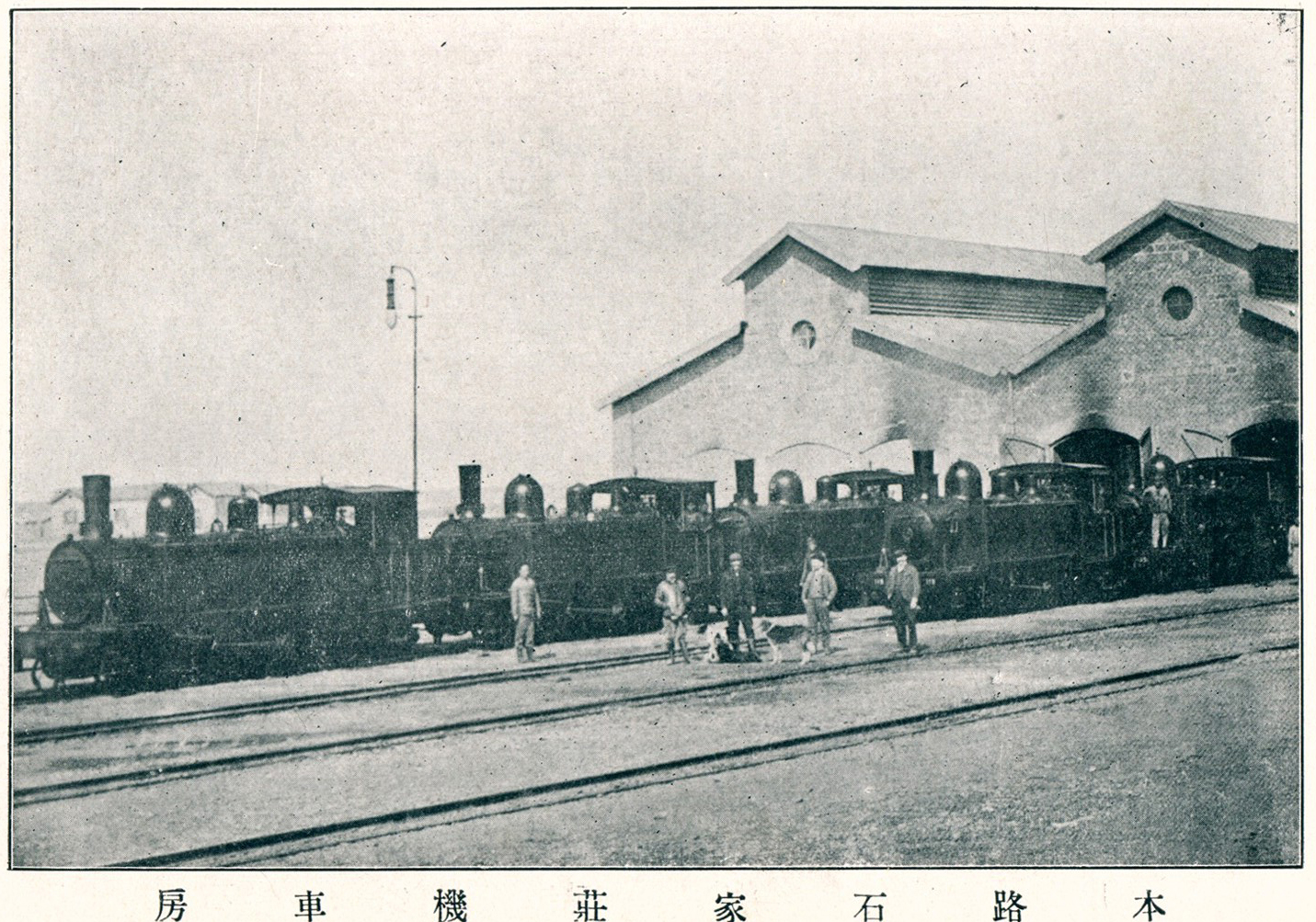
正太鐵路石家莊機車房
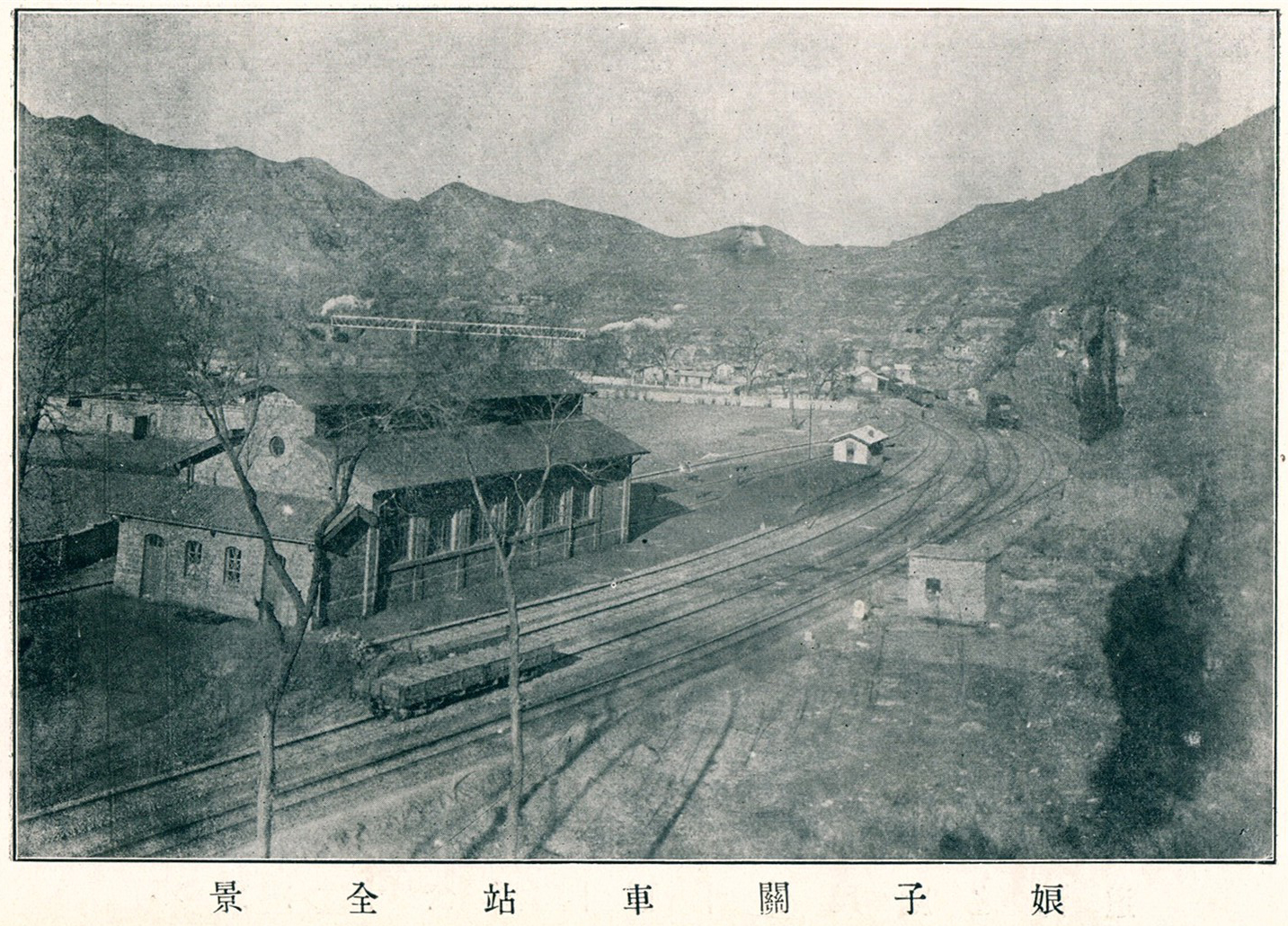
娘子關車站全景
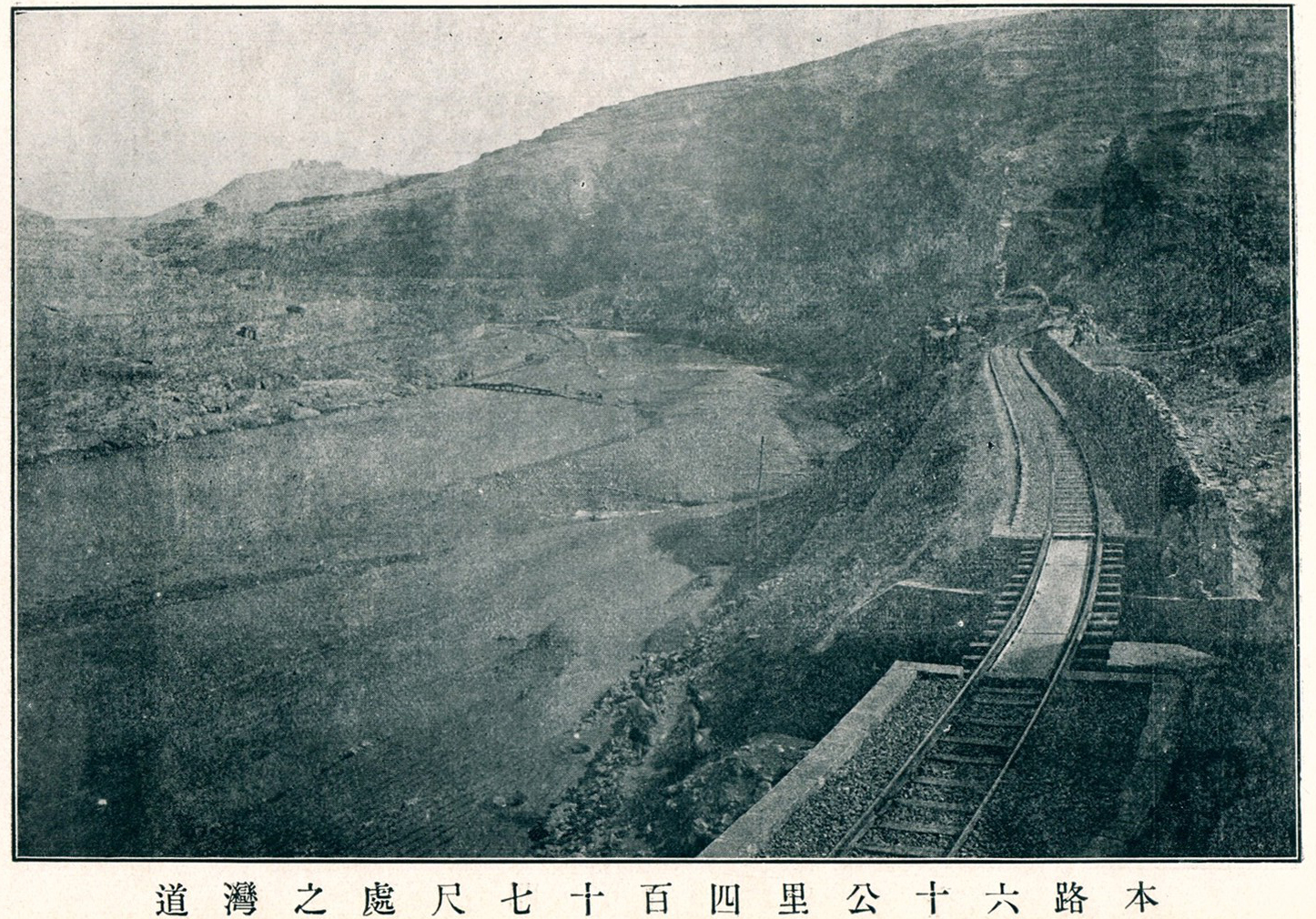
正太鐵路60公里417尺處之灣道
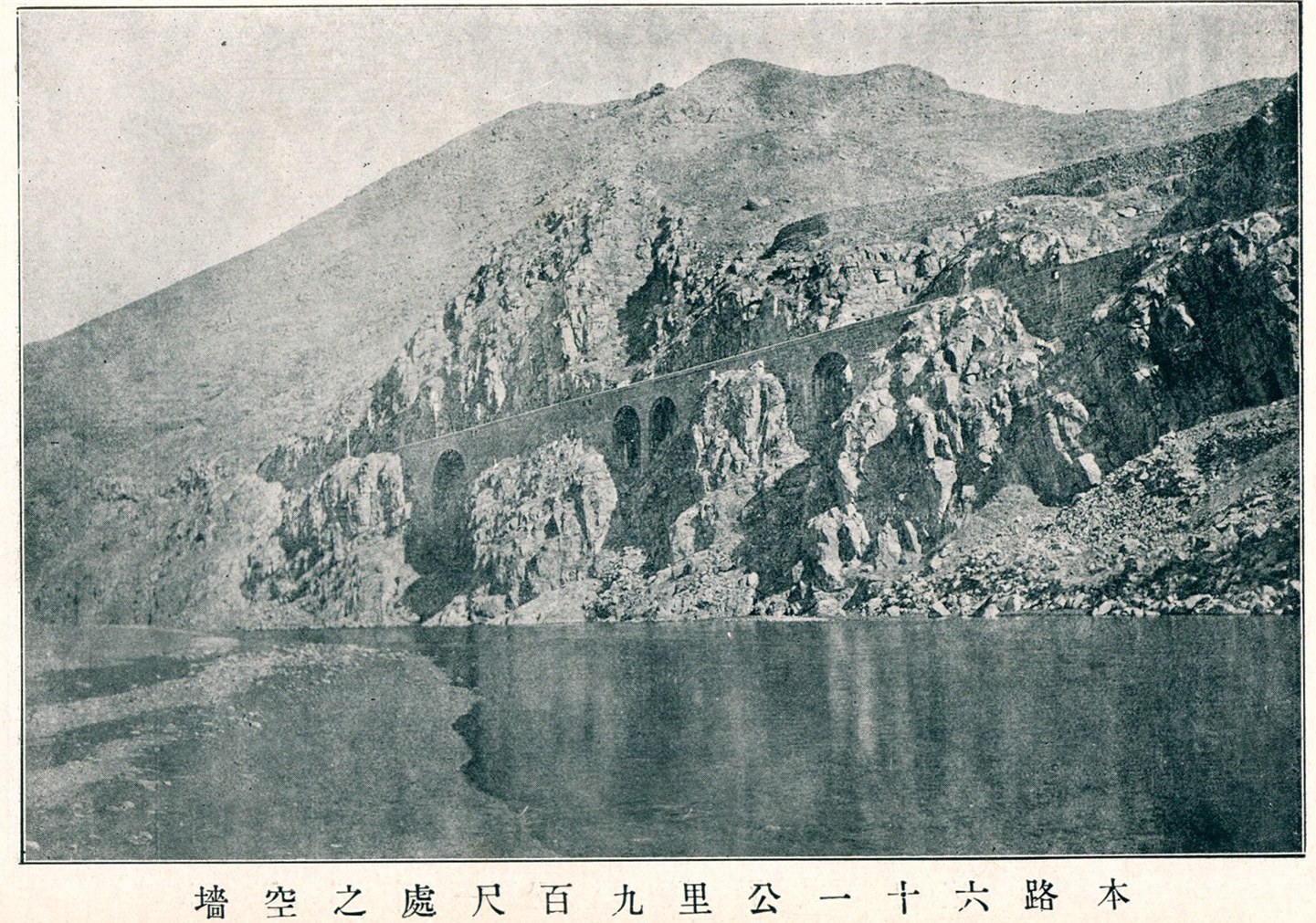
正太鐵路61公里900尺處之空墻
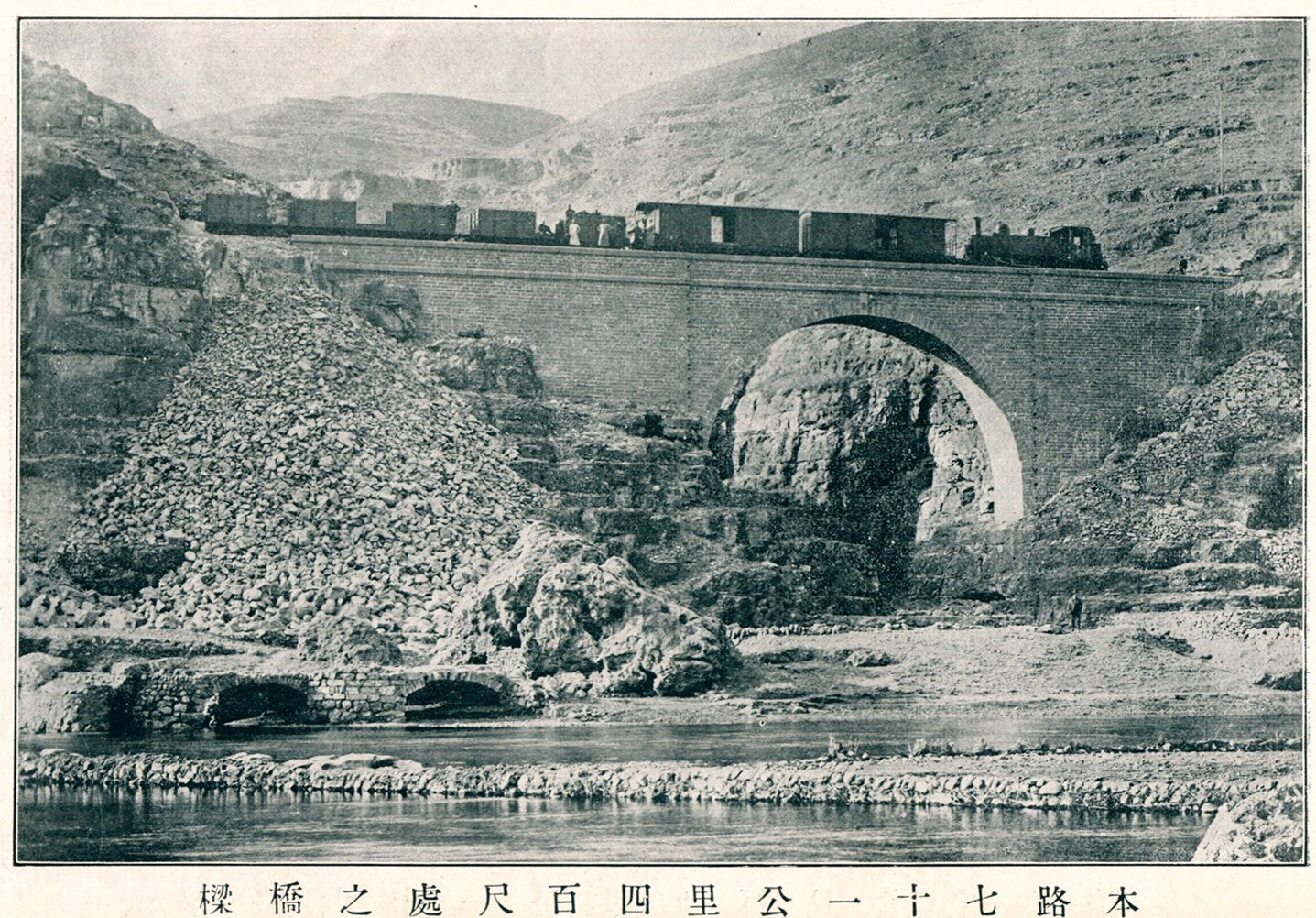
正太鐵路71公里400尺處之橋樑
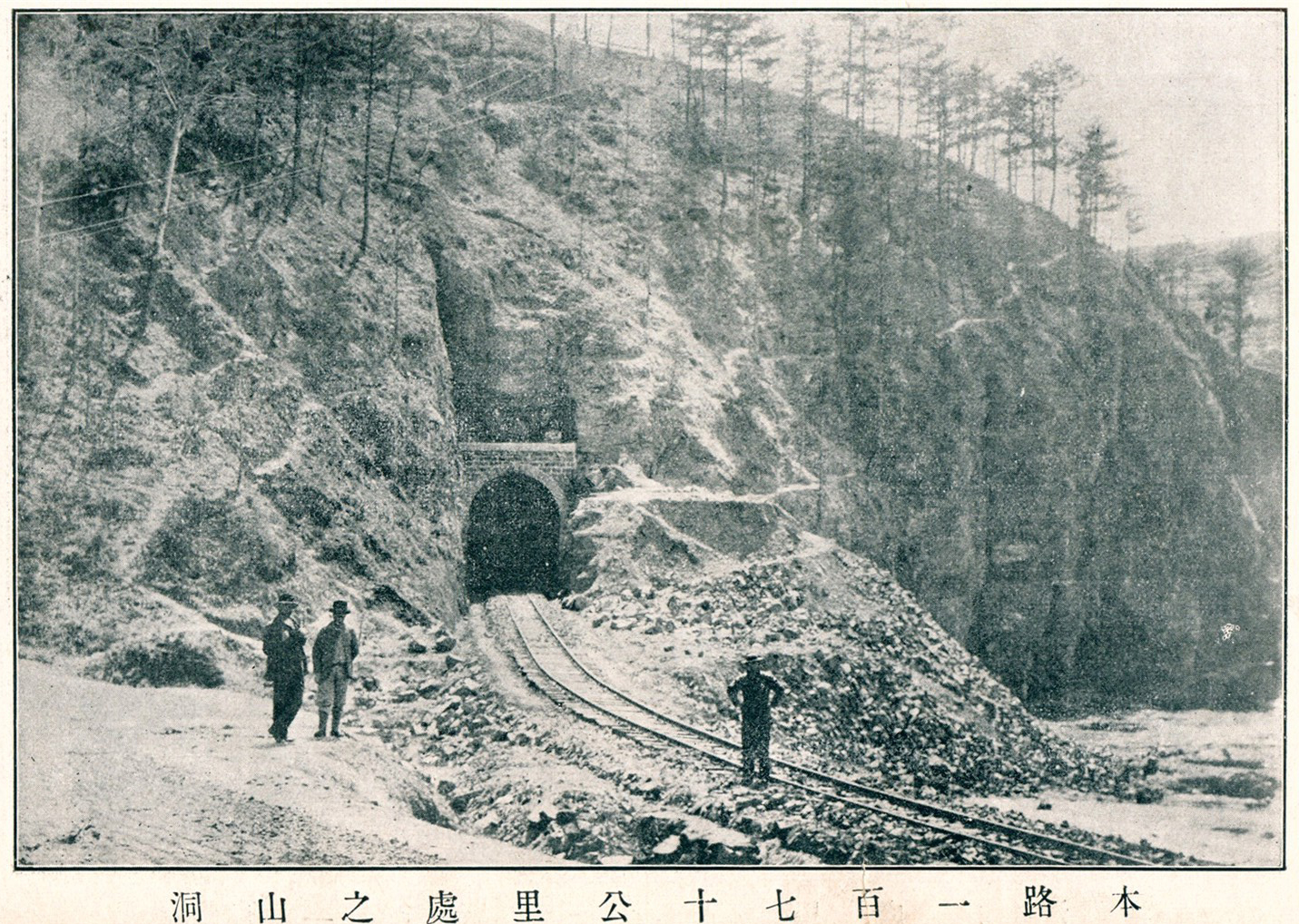
正太鐵路170公里處之山洞
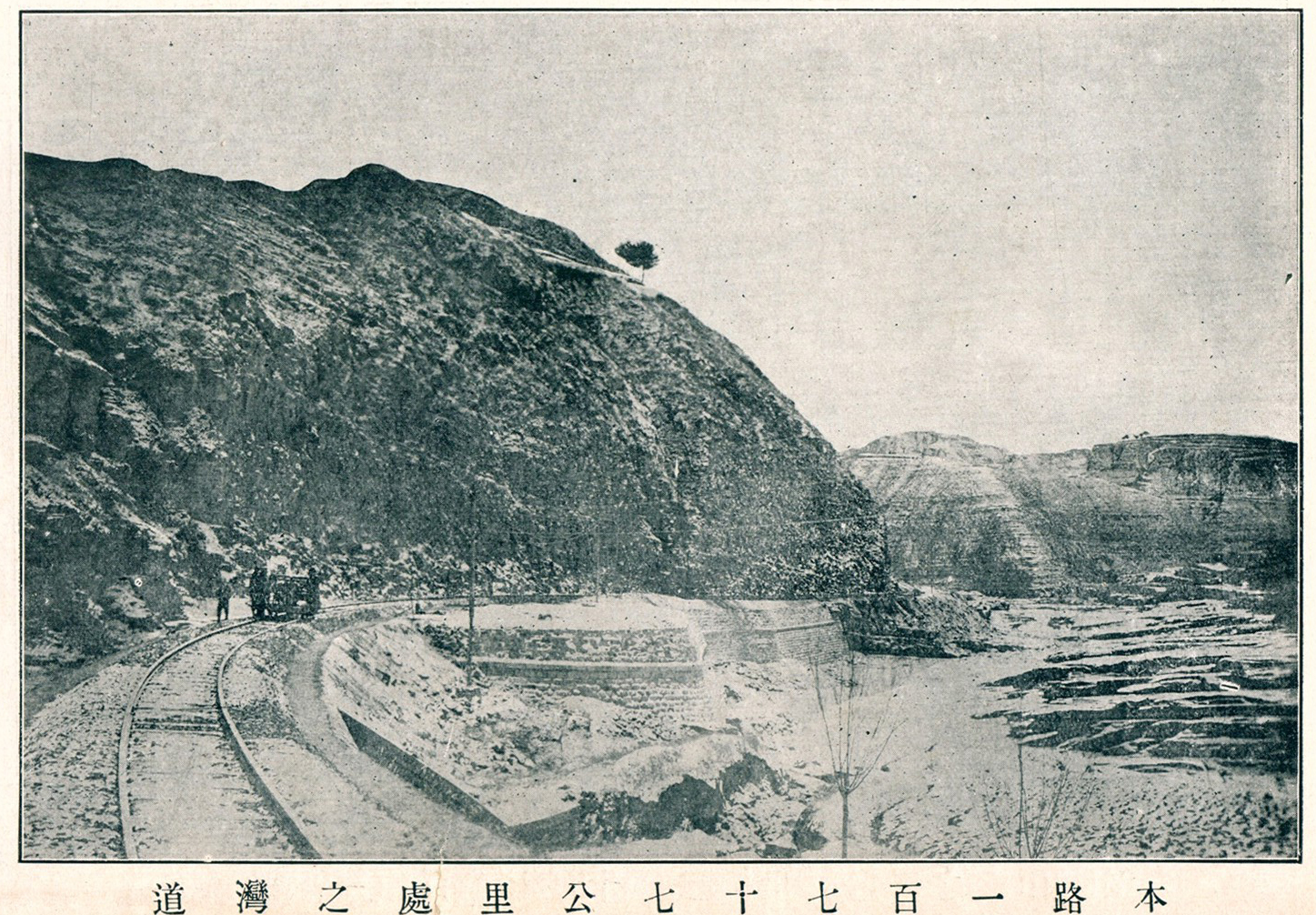
正太鐵路177公里處之灣道
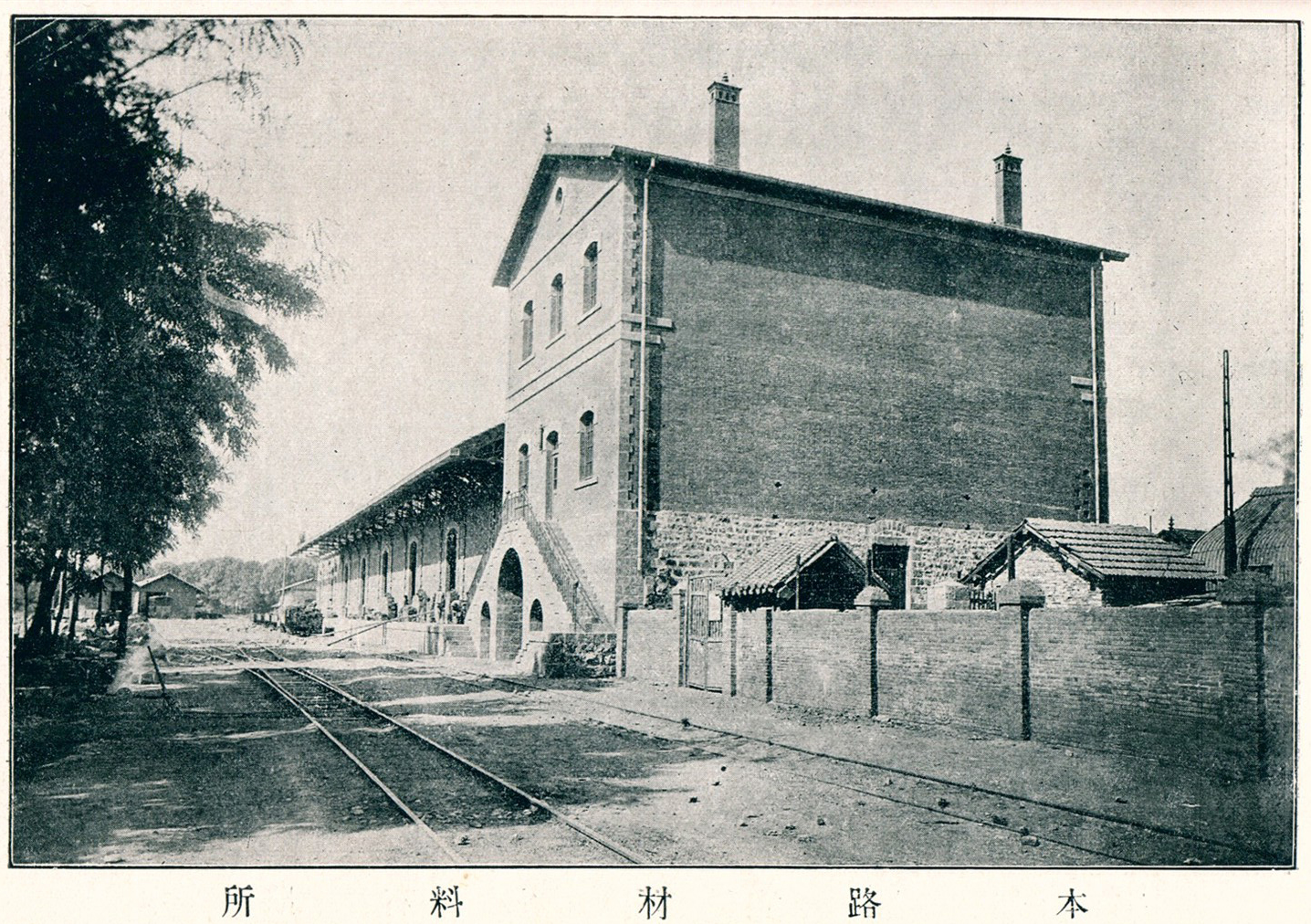
正太鐵路材料所
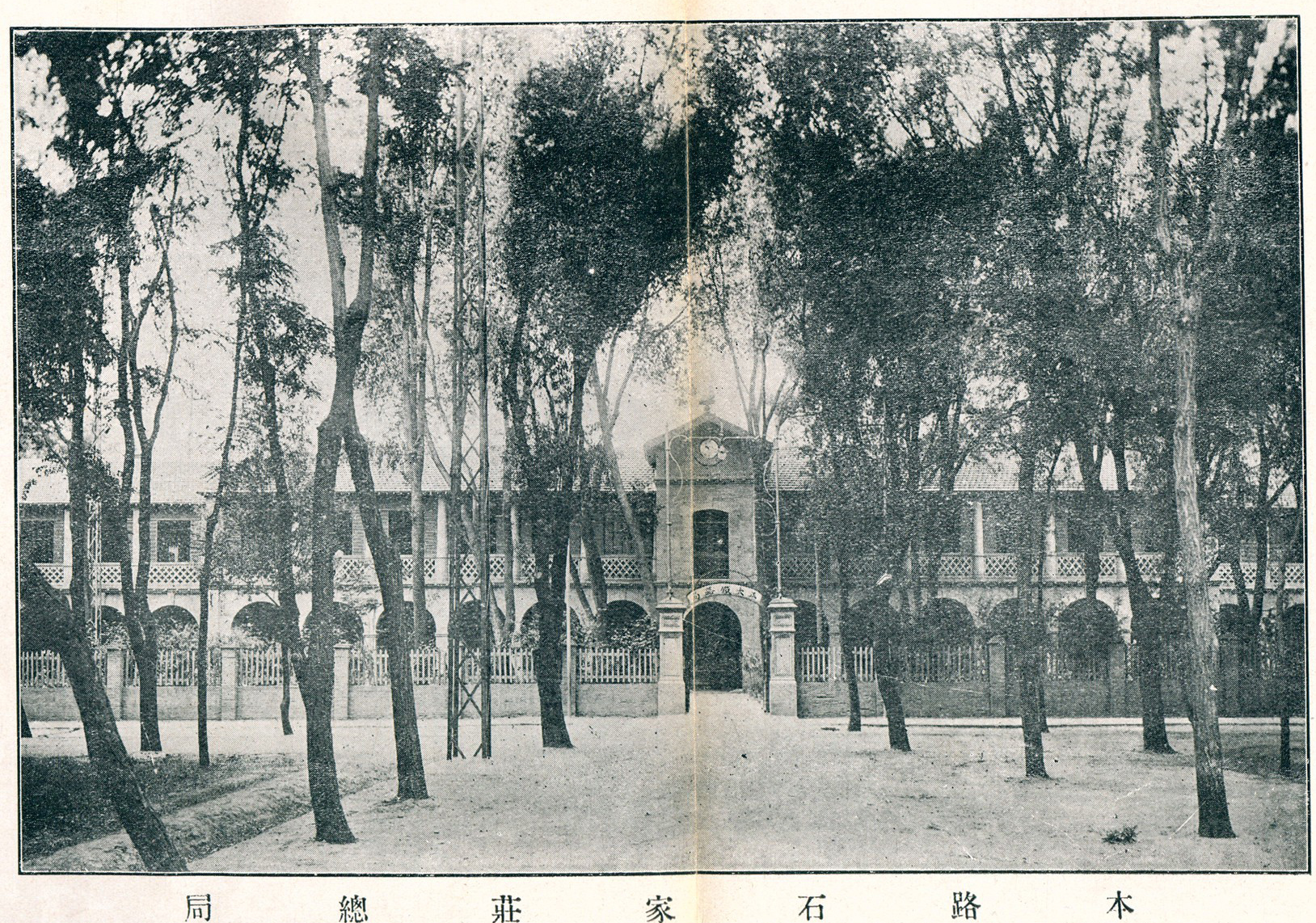
正太鐵路石家莊總局
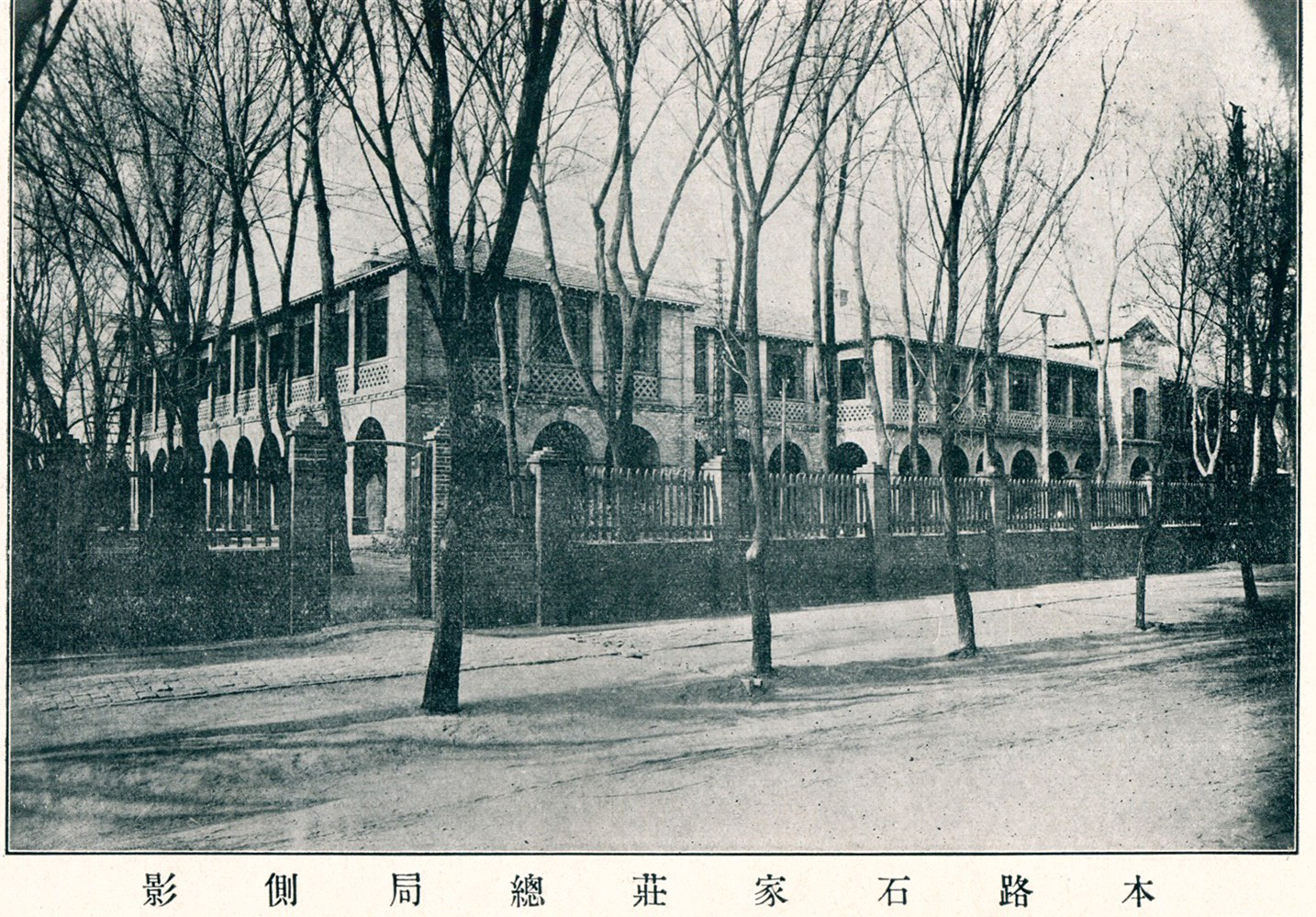
正太鐵路石家莊總局側影
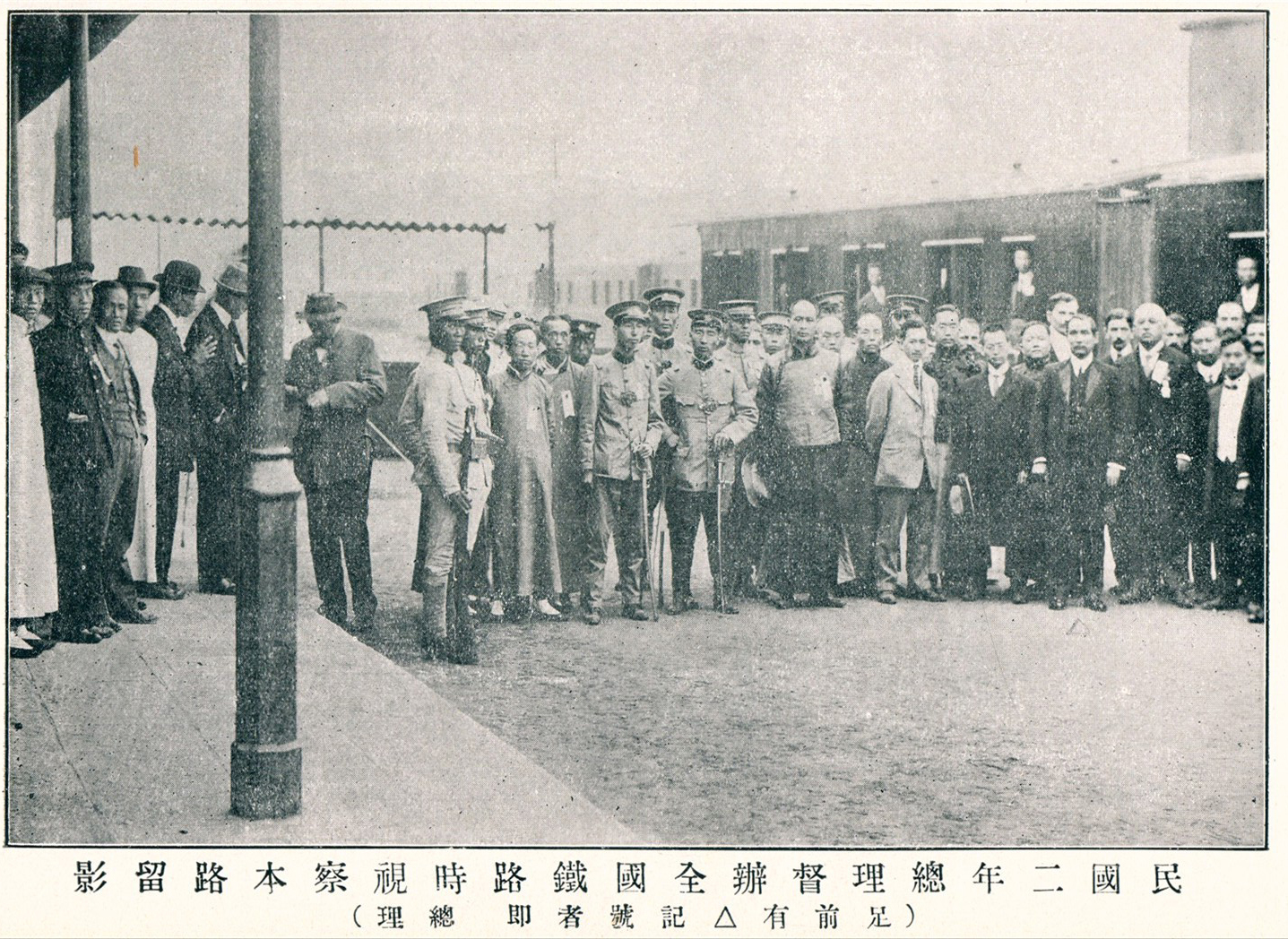
民國二年孫文督辦全國鐵路時視察正太鐵路留影